# その男の記憶法
『その男の記憶法』（そのおとこのきおくほう、韓国語：그 남자의 기억법）は2020年3月18日から2020年5月13日まで、MBCで放送されていた大韓民国のテレビドラマである。全16話。
ニュースキャスターと女優が惹かれ合うヒューマンラブストーリー。

## あらすじ
ニュース番組でアンカーを務めるジョンフン（キム・ドンウク）はあまりにも完璧すぎる性格で、周りから欠点がないと思われていたが、彼には誰にも知られてはいけない秘密があった。
それは見たもの全てを記憶する過剰記憶症候群を患っていることである。そんなある日、彼のニュース番組にモデル出身の女優ヨ・ハジン（ムン・ガヨン）が出演した。ハジンとジョンフンは最初は不仲であったものの、2人の様子を撮ったスキャンダルによって、運命が動き出すのだった。

## キャスト

### 主要人物
イ・ジョンフン：キム・ドンウク
主人公。ニュース番組「ニュースライブ」でアンカーを務めるHBN所属のキャスター。
その日あったことを全て記憶する過剰記憶症候群を患っている。かつて、恋人を殺された過去も忘れられずにいる。
ヨ・ハジン：ムン・ガヨン
ヒロイン。モデル出身の女優。トラブルメーカー。
ジョンフンのニュース番組に出演し、最初は彼と衝突した。しかし、スキャンダルによって、ジョンフンに興味を持つ。
ユ・テウン：ユン・ジョンフン
ジョンフンの友人。精神神経科医。
優しい性格で、父はジョンフンの主治医でもあった。
ヨ・ハギョン：キム・スルギ
ハジンの妹。専属マネジャー。
いつも、姉の幸福を祈り、気にかけている。

### ジョンフンの周辺人物
イ・ドンヨン：チャ・グァンス
ジョンフンの父。大工。
ソ・ミヒョン：キル・ヘヨン
ジョンフンの母。詩人。
チョン・ソヨン：イ・ジュビン
数年前に殺されたジョンフンの亡恋人。
ハジンとはある関係が…。

### テウンの周辺人物
ユ・ソンヒョク：キム・チャンワン
テウンの父。大学教授。
ユ・ジウォン：チャン・イジョン
テウンの異母妹。
チン・ソヨン：ユ・ジス
ジウォンの実母。テウンの継母。

### ハジンの周辺人物
パク・ギョンエ：イ・スミ
ハジンの所属事務所代表。
ムン・チョル：シン・ジュヒョプ
ハジンのロードマネジャー。

### HBN報道局
チェ・ヒサン：チャン・ヨンナム
HBN報道局長。
病に苦しむジョンフンを気にかけている。
キム・チョルウン：イ・スンジュン
HBNニュースライブチーム長。
チョ・イルグォン：イ・ジニョク
HBN報道記者。ジョンフンの下で働く。

## 視聴率
最高視聴率は5.4%（第14話）。最低視聴率は2.6%（第21話）。